# Panorpa wangwushana
Panorpa wangwushana is een insect uit de orde van de schorpioenvliegen (Mecoptera), familie van de schorpioenvliegen (Panorpidae). De wetenschappelijke naam van de soort is voor het eerst geldig gepubliceerd door Huang, Hua & Shen in 2004.
De soort komt voor in China.